# Kvety Nikotínu
Kvety Nikotínu je slovenská alternativní/indie rocková skupina z Komárna. Jejich texty jsou plné symbolismu, nostalgie a melancholie. Kompozice skladeb je založena na minimalismu s důrazem na expresionistický projev. Většinu textů tvoří Ondrej Bagin, který je zároveň lídrem, zpěvákem a kytaristou skupiny. Na bicí hraje Gabriel Szalai, který díky inspiraci v elektronické hudbě dává kapele minimalistický zvuk. Dominantním nástrojem a poznávacím znakem kapely jsou zejména klávesy, na které hraje Peter Soós. Kvety Nikotínu jako jedna z prvních kapel začala s volným sdílením svých alb na oficiálních stránkách.[zdroj?]

## Biografie skupiny
Tři aktéři této skupiny spolu hráli ještě před jejím vznikem, v amatérských kapelách Psycho a D'Mess počátkem devadesátých let. Rané období skupiny bylo ovlivněno punk rockem a grunge. První stálé obsazení kapely se zformovalo až v roce 1997. Ve stejném roce nahráli první album Ičnisinči. Druhé album, demo Živá Voda, bylo nahráváno v pozměněném složení, kdy po odchodu Nadi Nagyové přichází na místo klávesisty Peter Soós. Skupinu nachází v experimentálním rozpoložení s tvorbou většinou popových skladeb s občasnými psychedelickými aranžemi. Třetí album, poslední vydané demo Míľovým krokom, vytvořili členové kapely ve stejném složení jako předchozí.
V roce 2004 vyšlo album Vážky, které obsahuje také skladbu „Obaja“. O dva roky později vydali album Hnusné básne, kterým zaujali širokou veřejnost a hudební kritiky.[zdroj?] Skladby z něj se dostaly na singl, který byl součástí programu Rádia FM. V roce 2009 nahrála skupina album Letostepi a skladby z něj se dostaly i do repertoáru Rádia FM (zejména singl „Telefon“).

## Členové
- Ondrej Bagin – kytara, zpěv (1997–1999, 2003–současnost)
- Gabriel Szalai – bicí (1997–1999, 2003–současnost)
- Peter Červenák – basová kytara (1997–1999)
- Alexander Szalai – kytara (1997–1999)
- Naďa Nagyová – zpěv (1997)
- Peter Soós – klávesy (1998–1999, 2003–současnost)
- Michal Vincze – basová kytara (2010–současnost)

## Diskografie

### Demo alba
- Ičnisinči (1997)
- Živá voda (1998)
- Míľovým krokom (1999)

### Oficiální studiová alba
- Vážky (2006)
- Hnusné básne (2008)
- Letostepi (2009)
- Staré divné kusy (2010)
- Vlákna (2014)

### Rarity nahrávky a remixy
- Rarity 104 a 404  Archivováno 2. 4. 2015 na Wayback Machine. (rarity z období alb Vážky a Hnusné básne)
- Rarity obdobie 2000  Archivováno 2. 4. 2015 na Wayback Machine. (rarity z doby, kdy se skupinou hrál naposledy Alex Szalai)
- Rarity obdobie 1999  Archivováno 2. 4. 2015 na Wayback Machine.
- Remix Kolekcia  Archivováno 2. 4. 2015 na Wayback Machine.